# Luis Sánchez Polack
Luis Alberto Sánchez Polack (València, 22 de juliol de 1926-Madrid, 8 de febrer de 1999), també conegut com a Tip, va ser un actor i humorista espanyol de televisió, ràdio i teatre, conegut pels duos humorístics dels quals va formar part. El primer d'ells va ser Tip y Top, i el segon, de més rellevància, va ser Tip y Coll, al costat de l'humorista José Luis Coll.
D'imaginació portentosament surrealista, va fer característica la seva silueta alta, bigotuda, quixotesca i desmanegada, coronada per un gran barret de copa alta, al costat de la baixeta i rabassuda, rematada per un barret fort de Coll.
Era germà del també actor Fernando Sánchez Polack i besoncle del director i guionista Luis Sánchez Polack.

## Inicis com a actor
De família de classe mitjana, va estudiar a l'Escola d'Arts i Oficis i en la de Ceràmica, fins que va emprendre la seva carrera teatral en 1944 com a meritori del Teatro María Guerrero de Madrid, amb l'obra de Luca de Tena De lo pintado a lo vivo. Un cop convertit en professional, va recórrer tota Andalusia en la Companyia d'Ana María Noé.
A l'any va ingressar en el quadre d'intèrprets de Radio Madrid —Cadena SER—, on Don Poeto Primavero de Quintillas (amb Pototo i Boliche) va ser un dels seus primers treballs com a humorista. A Radio Madrid va conèixer Joaquín Portillo, "Top", amb qui formaria la parella còmica Tip y Top, que va durar 14 anys. Junts van fer ràdio (Cabalgata Fin de Semana), pel·lícules com Tres eran tres, Mi tío Jacinto, Festival en Benidorm, La fierecilla domada, La corista, Las chicas de la Cruz Roja, El día de los enamorados i Tarde de toros, i van aparèixer a televisió.
Tip va continuar en solitari en la televisió amb el programa Las Zapatiestas, després de participar en l'espai d'humor Consultorio (1961), al costat d'Álvaro de Laiglesia, al que seguirien Primera fila (1964), Novela (1966-69), Historia de la frivolidad (1968), La casa de los Martínez (1968-69) i El último café (1970), a més d'intervenir en l'obra de teatre ¡Cómo está el servicio! (1968), d'Alfonso Paso, al costat de Florinda Chico.

## Tip y Coll
Va ser per aquests anys quan va conèixer a José Luis Coll, amb el qual va configurar el duo Tip y Coll, encara que al principi Luis va voler que es cridés "TipiColl Spain". La parella d'humoristes va debutar a l'Hotel Aránzazu de Bilbao i a partir de 1967 les seves actuacions es van fer més famoses. En 1969 van començar a treballar en televisió (Galas del Sábado, després 625 líneas).
El 28 de gener de 1979 l'emissió de la seva intervenció va ser censurada, en concret, per un sketch en el qual feien referència a un lapsus lingüístic del polític socialista Enrique Múgica Herzog i van abandonar el programa. Van tornar a primers d'octubre per a continuar participant en 625 líneas, però la seva tercera aparició, la del dia 21, va ser censurada i van tornar a deixar el programa.
Tampoc els espectacles en sales de festes (molts anys seguits en Cleofás, vuit en Top-Less) es van veure lliures de problemes. El gener de 1986 van portar el xou a Barcelona, però van haver de suspendre'l el dia 3 de febrer arran d'una entrevista en el programa Fil directe, de Catalunya Ràdio, en el qual Coll va demanar que les preguntes li fossin formulades en castellà. Les amenaces de La Crida van motivar la suspensió.
Van escriure junts diverses obres, com l'espectacle El sueño de unos locos de verano, El libro de Tip y Coll o Tip y Coll Spain. Però Luis també va treballar en solitari (com més tard faria en la pantalla petita, més en concret, en el concurs El Gordo d'Antena 3) i en llargmetratges com Urtain, el rey de la selva... o así (1969), de Manuel Summers, i Aunque la hormona se vista de seda (1971), de Vicente Escrivá.
El 9 de juliol de 1982 va ser operat d'un tumor benigne en la gola, la qual cosa li va donar un to característic a la seva veu. Es va incorporar també al programa  Protagonistas, del periodista Luis del Olmo, a la COPE i més tard a Onda Cero, dins de la tertúlia El Estado de la nación. També va participar en un espai setmanal, similar al radiofònic, que va emetre la cadena privada de televisió Tele 5, Este país necesita un repaso (1993-95), dirigit per José Luis Coll.
Una vegada obtinguda la nul·litat del seu primer matrimoni, es va casar en 1986 amb Amparo Torres Bosch a València. Tres anys abans havien contret matrimoni civil.
Va escriure Cantares del Mío Tip (1980) i Santos varones (1996).
Va morir el 8 de febrer de 1999, després de diversos mesos convalescent per un vessament cerebral.